# Колон (стан)

Територія Римської держави
Римська республіка
Римська імперія
Західна Римська імперія
Східна Римська імперія

Коло́н (лат. colonus, множина coloni) — напівзалежний селянин в Римській імперії в період занепаду (ІІІ- IV ст. н.е). За своїм юридичним статусом колон наближався до раба, проте наявність власного господарства, орендна плата з частки урожаю зближували колона з феодально-залежним селянином. У IV—V ст. колони — це вже групи залежного сільського населення, різного за походженням, юридичним і соціальним статусом. До IV ст. колони були в основному вільними, але відповідно до указу Костянтина I Великого навіки прикріплялися до землі.